# Beeramaranahalli, Gubbi
Beeramaranahalli là một làng thuộc tehsil Gubbi, huyện Tumkur, bang Karnataka, Ấn Độ.